# Scaphinotus oreophilus
Scaphinotus oreophilus är en skalbaggsart som beskrevs av Rivers. Scaphinotus oreophilus ingår i släktet Scaphinotus och familjen jordlöpare. Inga underarter finns listade i Catalogue of Life.